# Darkin River
Darkin River är ett vattendrag i Australien. Det ligger i delstaten Western Australia, omkring 36 kilometer öster om delstatshuvudstaden Perth.
I omgivningarna runt Darkin River växer huvudsakligen savannskog. Runt Darkin River är det ganska tätbefolkat, med 124 invånare per kvadratkilometer. Genomsnittlig årsnederbörd är 951 millimeter. Den regnigaste månaden är september, med i genomsnitt 168 mm nederbörd, och den torraste är februari, med 12 mm nederbörd.